# Saut en longueur féminin aux championnats du monde d'athlétisme 1997
Navigation
Göteborg 1995 Séville 1999
L'épreuve du saut en longueur féminin des championnats du monde d'athlétisme 1997 s'est déroulée les 7 et 9 août 1997 au Stade olympique d'Athènes, en Grèce. Elle est remportée par la Russe Lyudmila Galkina.

## Résultats

### Finale
| Rang               | Athlète               | Pays       | Essais | Essais | Essais | Essais | Essais | Essais | Marque | Notes |
| Rang               | Athlète               | Pays       | 1      | 2      | 3      | 4      | 5      | 6      | Marque | Notes |
| ------------------ | --------------------- | ---------- | ------ | ------ | ------ | ------ | ------ | ------ | ------ | ----- |
| Médaille d'or      | Lyudmila Galkina      | Russie     | 6.89   | 6.85   | -      | 7.05   | -      | -      | 7,05 m | WL    |
| Médaille d'argent  | Niki Xanthou          | Grèce      | -      | 6.69   | 6.93   | 6.94   | -      | -      | 6,94 m | SB    |
| Médaille de bronze | Fiona May             | Italie     | 6.91   | -      | -      | 6.78   | 6.66   | -      | 6,91 m |       |
| 4                  | Heike Daute-Drechsler | Allemagne  | 6.62   | 6.69   | -      | 4.90   | 6.87   | 6.89   | 6,89 m |       |
| 5                  | Jackie Joyner-Kersee  | États-Unis | 6.79   | 6.78   | -      | 6.72   | 6.78   | 6.60   | 6,79 m |       |
| 6                  | Susen Tiedtke         | Allemagne  | 6.75   | -      | -      | 6.78   | 6.54   | 6.77   | 6,78 m |       |
| 7                  | Viktoriya Vershynina  | Ukraine    | 4.28   | 6.71   | -      | -      | 6.56   | 6.54   | 6,71 m |       |
| 8                  | Erica Johansson       | Suède      | -      | 6.54   | 6.64   | 6.54   | 5.34   | 6.41   | 6,64 m |       |
| 9                  | Magdalena Khristova   | Bulgarie   | -      | -      | 6.64   | -      | -      | 6.45   | 6,64 m | SB    |
| 10                 | Marion Jones          | États-Unis | -      | -      | 6.63   | -      | -      | -      | 6,63 m |       |
| 11                 | Sharon Jaklofsky      | Pays-Bas   | 6.61   | 6.60   | 6.38   | -      | -      | -      | 6,61 m |       |
| 12                 | Chioma Ajunwa         | Nigeria    | 5.21   | -      | -      | -      | -      | -      | 5,21 m |       |

## Légende
Records et Performances
- AR : Record continental (area record)
- CR : Record des championnats (championship record)
- MR : Record du meeting (meet record)
- NR : Record national (national record)
- OR : Record olympique (olympic record)
- PR : Record paralympique (paralympic record)
- PB : Record personnel (personal best)
- SB : Meilleure performance personnelle de la saison (season's best)
- WL : Meilleure performance mondiale de l'année (world leader)
- WJR : Record du monde junior (world junior record)
- WR : Record du monde (world record)

Circonstances et Conditions
- DNF : N'a pas terminé (did not finish)
- DNS : N'a pas pris le départ (did not start)
- DQ : Disqualification (disqualification)
- NM : Aucun essai valable enregistré (No Mark)
- Q : Qualifié « directement » au prochain tour (ou à la prochaine compétition), lors d'une compétition majeure, grâce au classement ou à la réalisation des minima (automatic qualifier)
- q : Qualifié au prochain tour (ou à la prochaine compétition), lors d'une compétition majeure, grâce au repêchage ou à la réalisation de l'une des meilleures performances parmi celles des « non qualifiés directement » (grâce au meilleur temps ou à la meilleure distance par exemple) (secondary qualifier)